# Адам Азну
Адам Азну (араб. آدم أزنو, нар. 2 червня 2006, Барселона) — іспанський та марокканський футболіст, захисник іспанського клубу «Реал Вальядолід» та національної збірної Марокко.
Виступав також за «Баварію».

## Клубна кар'єра
Народився 2 червня 2006 року в місті Барселона.
У дорослому футболі дебютував 2023 року виступами за команду «Баварія II», в якій провів два сезони, взявши участь у 18 матчах чемпіонату. 
Своєю грою за цю команду привернув увагу представників тренерського штабу головної команди клубу «Баварія», до складу якого приєднався 2024 року. Відіграв за мюнхенський клуб наступний сезон своєї ігрової кар'єри.
До складу клубу «Реал Вальядолід» приєднався 2025 року. 

## Виступи за збірні
У 2021 році дебютував у складі юнацької збірної Марокко (U-15), загалом на юнацькому рівні взяв участь у 14 іграх.
З 2024 року залучається до складу молодіжної збірної Марокко. На молодіжному рівні зіграв у 2 офіційних матчах.
Того ж року дебютував в офіційних матчах у складі національної збірної Марокко.
| Дата       | Місто     | Господарі | Результат | Гості   | Турнір                                  | Голи | Примітки |
| ---------- | --------- | --------- | --------- | ------- | --------------------------------------- | ---- | -------- |
| 9-9-2024   | Агадір    | Лесото    | 0 – 1     | Марокко | Відбір до Кубка африканських націй 2025 | -    |          |
| 15-11-2024 | Франсвіль | Габон     | 1 – 5     | Марокко | Відбір до Кубка африканських націй 2025 | -    | 87'      |
| 19-11-2024 | Уджда     | Марокко   | 7 – 0     | Лесото  | Відбір до Кубка африканських націй 2025 | -    | 76'      |
| Усього     |           | Матчів    | 3         |         | Голів                                   | 0    |          |